# 坎泰米爾區
坎泰米爾區 （羅馬尼亞語：Raionul Cantemir）是摩爾多瓦西南部的一個區，西鄰羅馬尼亞，面積870平方公里，首府坎泰米爾。2004年人口60,001人，當中大部分是摩爾多瓦人（88.3％），其次是保加利亞人（6.2％）、烏克蘭人（1.6％）、羅馬尼亞人（1.5％）和俄羅斯（1.2％）。名字来源于罗马尼亚历史人物迪米特里耶·坎泰米尔。